# Uncey-le-Franc
Uncey-le-Franc è un comune francese di 51 abitanti situato nel dipartimento della Côte-d'Or nella regione della Borgogna-Franca Contea.

## Società

### Evoluzione demografica
Abitanti censiti